# Hatten, Niedersachsen
Hatten är en kommun i Landkreis Oldenburg i förbundslandet Niedersachsen i Tyskland.
I kommunen finns 11 orter Sandkrug, Streekermoor, Kirchhatten, Hatterwüsting, Sandhatten, Munderloh, Dingstede, Tweelbäke-Ost, Sandtange, Schmede och Bümmerstede-Ost.